# Tintoria Pessina
La Tintoria Pessina è stata un'azienda tessile comasca specializzata nel lavoro con la seta. Era ubicata a Como in Via Castelnuovo, tra le rive del Cosia e Via Carloni. Ha avuto un’importanza significativa nel mercato e nell’economia della città.